# Watusi

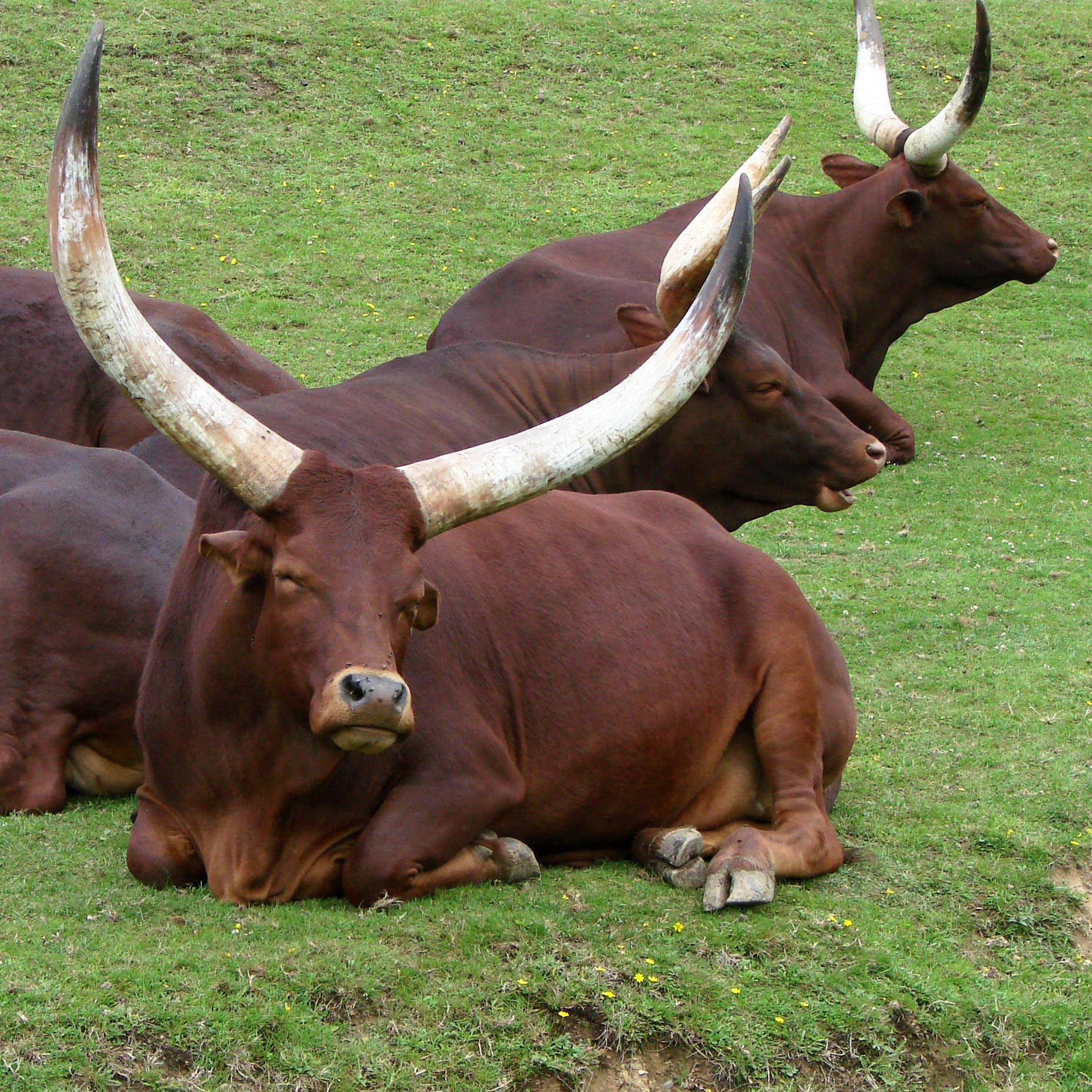
Watusi

Watusi neboli Vahumský skot je plemeno domácího skotu původem z východní a jižní Afriky. Původně byl chován u kmene Tutsi ve Rwandě, podle kterého dostal i jméno. Podobný dlouhorohý skot, označovaný souhrnným názvem Ankole však chová i mnoho jiných pasteveckých etnik střední, východní a jižní Afriky, například Masajové.

## Vzhled
Watusi patří k středně velkým plemenům skotu, dosahuje hmotnosti 700 kg a výšky v kohoutku až 160 cm. Je příbuzný asijských plemen zebu, ale na rozdíl od nich nemá na hřbetě hrb. Jeho srst je krátká, zbarvení většinou červenohnědé, méně často černé, bílé nebo skvrnité. Především býci mají dlouhé rohy, které mohou dosahovat rozpětí až 200 cm.

## Využití plemene
Masajové, Tutsiové a jiní domorodci ho chovají pro mléko, ale dojivost krav není velká. Využívají i jeho pevnou kůži (např. Zulové z ní vyráběli válečné štíty), maso a krev, kterou odebírají živým býkům a pijí smíšenou s mlékem. Některé kmeny, například Bečuánci jej používají i k jízdě. V tradiční kultuře afrických pastevců slouží i jako platidlo a symbol majetku. Afričtí pastevci jako např. Masajové, Dinkové, Karamodžané nebo Tutsiové, si svých zvířat nesmírně váží a zabíjejí je pouze výjimečně, zejména jako oběť při některých rituálech. Právě proto se u nich vyvinul zvyk odebírat býkům z krční žíly krev. Pro maso tato etnika chovají většinou pouze kozy a ovce. O významu, jaký afričtí pastevci skotu připisují, svědčí i jejich ústní tradice, v níž hrají důležitou roli písně, chválící skot a popisující výjimečné vlastnosti jednotlivých zvířat. V Burundi se tyto písně nazývají ibicuba. Užitkovost plemene watusi sice není vysoká, ale má některé cenné vlastnosti: skromnost, dlouhověkost a odolnost proti tropickým chorobám, např. trypanozomám.

## Watusi v českých zoo
- ZOO Dvůr Králové nad Labem
- Zoopark Vyškov
- ZOO Dvorec u Borovan
- Farmapark Soběhrdy
- ZOO Ústí nad Labem